# Ski-ing at Ishpeming, Michigan
Ski-ing at Ishpeming, Michigan (o Ski-ing Tournament at Ishpeming, Mich.) è un cortometraggio muto del 1909. Il nome del regista non viene riportato nei credit del film, un documentario prodotto dalla Vitagraph.

## Trama
Trama di Moving Picture World synopsis in (EN)  su IMDb

## Produzione
Il film fu prodotto dalla Vitagraph Company of America.

## Distribuzione
Distribuito dalla Vitagraph Company of America, il film - un documentario di 110 metri - uscì nelle sale cinematografiche statunitensi il 13 luglio 1909.
Nelle proiezioni, veniva programmato con il sistema dello split reel, accorpato in un'unica bobina con un altro cortometraggio prodotto dalla Vitagraph, The Cobbler and the Caliph.